# Assédio virtual

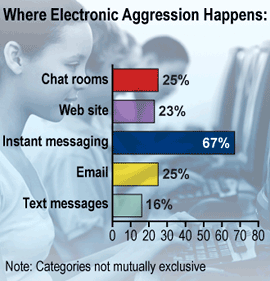
Salas de bate-papo, sites, mensageiros instantâneos, e-mails e mensagens de texto: meios usados pelos jovens dos EUA para praticar cyberbullying, de acordo com o Centro de Controle e Prevenção de Doenças em 2011.

Assédio virtual (do inglês cyberbullying) é uma prática que envolve o uso de tecnologias de informação e comunicação para dar apoio a comportamentos deliberados, repetidos e hostis praticados por um indivíduo ou grupo com a intenção de prejudicar o outro. Tem se tornado cada vez mais comum na sociedade, especialmente entre os jovens. Atualmente, legislações e campanhas de sensibilização têm surgido para combatê-lo.

## Definição
O assédio virtual pode ser definido como:
"Quando a Internet, telefones celulares ou outros dispositivos são utilizados para enviar textos ou imagens com a intenção de ferir ou constranger outra pessoa."
Outros pesquisadores utilizam uma linguagem semelhante para descrever o fenômeno.
O assédio virtual pode ser tão simples como continuar a enviar e-mail para alguém que já disse que não quer mais contato com o remetente, ou então pode incluir também ameaças, comentários sexuais, rótulos pejorativos, discurso de ódio, tornar as vítimas alvo de ridicularização em fóruns ou postar declarações falsas com o objetivo de humilhar.
Os assediadores podem divulgar os dados pessoais das vítimas (como nome, endereço ou o local de trabalho e/ou de estudo) em sites ou fóruns, ou publicar material em seu nome que o difame ou ridicularize-o. Alguns  também podem enviar e-mails e mensagens instantâneas ameaçando e/ou assediando as vítimas, postar rumores e boatos e instigar os outros a agredir a vítima. 
No ensino médio, as meninas são mais propensas a se envolver nesse tipo de assédio do que os meninos. Mas, independente do gênero do assediador, seu objetivo é intencionalmente envergonhar, perseguir ou fazer ameaças on-line a outros. Esse assédio moral pode ocorrer por meio de e-mail, mensagens de texto e mensagens para blogs e sites (como os de relacionamento).
O assédio virtual pode ser considerado tão prejudicial quanto o assédio "tradicional", podendo, inclusive, levar, em casos extremos, ao suicídio.
Embora o uso de comentários sexuais esteja, às vezes, presente no assédio virtual, esse não é o mesmo que assédio sexual.
A massificação da Internet, especialmente pelo uso entre as novas gerações, contribui para o aumento do assédio virtual, pois, no mundo virtual, os assediadores não precisam fornecer suas verdadeiras identidades. A prática de cyberbullying, porém, não se limita apenas às crianças ou jovens, podendo ocorrer também entre adultos.
No verão de 2008, os pesquisadores Sameer Hinduja, da Universidade Atlântica da Flórida e Justin Patchin, publicaram um livro que resume o estado atual da investigação sobre o assédio virtual: Bullying Beyond the Schoolyard: Preventing and Responding to Cyberbullying ("Assédio além do pátio da escola: prevenindo e respondendo ao assédio virtual").
Em 2020, uma pesquisa realizada pela Ong Plan Internacional mostrou que no Brasil as meninas e jovens mulheres brasileiras estão entre as que mais sofrem agressões e ataques por meio da internet e redes sociais. O levantamento feito em 22 países mostrou que, em média, 58% das entrevistadas sofreram algum tipo de assédio virtual. No Brasil, esse índice é de 77%.

## Tipificação
Em janeiro de 2024, o presidente Luis Inácio Lula da Silva formalizou, por meio de decreto presidencial, a tipificação do bullying virtual no Código Penal brasileiro, mediante a Lei de número 14.811 de 12 de janeiro de 2024, que versa sobre a Política Nacional de Prevenção e Combate ao Abuso e Exploração Sexual da Criança e do Adolescente.

Parágrafo único. Se a conduta é realizada por meio da rede de computadores, de rede social, de aplicativos, de jogos on-line ou por qualquer outro meio ou ambiente digital, ou transmitida em tempo real:
Pena — reclusão, de 2 (dois) anos a 4 (quatro) anos, e multa, se a conduta não constituir crime mais grave.

Lei nº 14.811, de 12 de janeiro de 2024
O decreto agora caracteriza o crime de bullying virtual, estabelecendo penalidades mais severas, como reclusão de 2 a 4 anos, além de multa, para o bullying praticado por meio de redes sociais, aplicativos, jogos online ou qualquer outro meio digital.